# Квемо-Рене
Квемо-Рене (груз. ქვემო რენე) — село в Грузии, на территории Каспского муниципалитета края (мхаре) Шида-Картли.

## География
Село находится в центральной части Грузии, к западу от реки Лехуры, на расстоянии приблизительно 8 километров (по прямой) к северо-западу от города Каспи, административного центра муниципалитета. Абсолютная высота — 766 метров над уровнем моря.

## Население
По результатам официальной переписи населения 2014 года, в Квемо-Рене проживал 221 человек (121 мужчина и 100 женщин). В национальной структуре населения осетины составляли 77,8 %, грузины — 22,2 %.
| Год  | Население, человек |
| ---- | ------------------ |
| 2002 | 288                |
| 2014 | ↘ 221              |